# Cung An Định
Cung An Định (安定宮) tọa lạc bên bờ sông An Cựu, xưa thuộc phường Đệ Bát, thị xã Huế (nay tại số 179 đường Phan Đình Phùng, phường Thuận Hóa, thành phố Huế) là cung điện riêng của vua Khải Định từ khi còn là thái tử đến khi làm vua, sau này được Bảo Đại thừa kế và từng sống ở đây sau khi thoái vị.

## Lịch sử

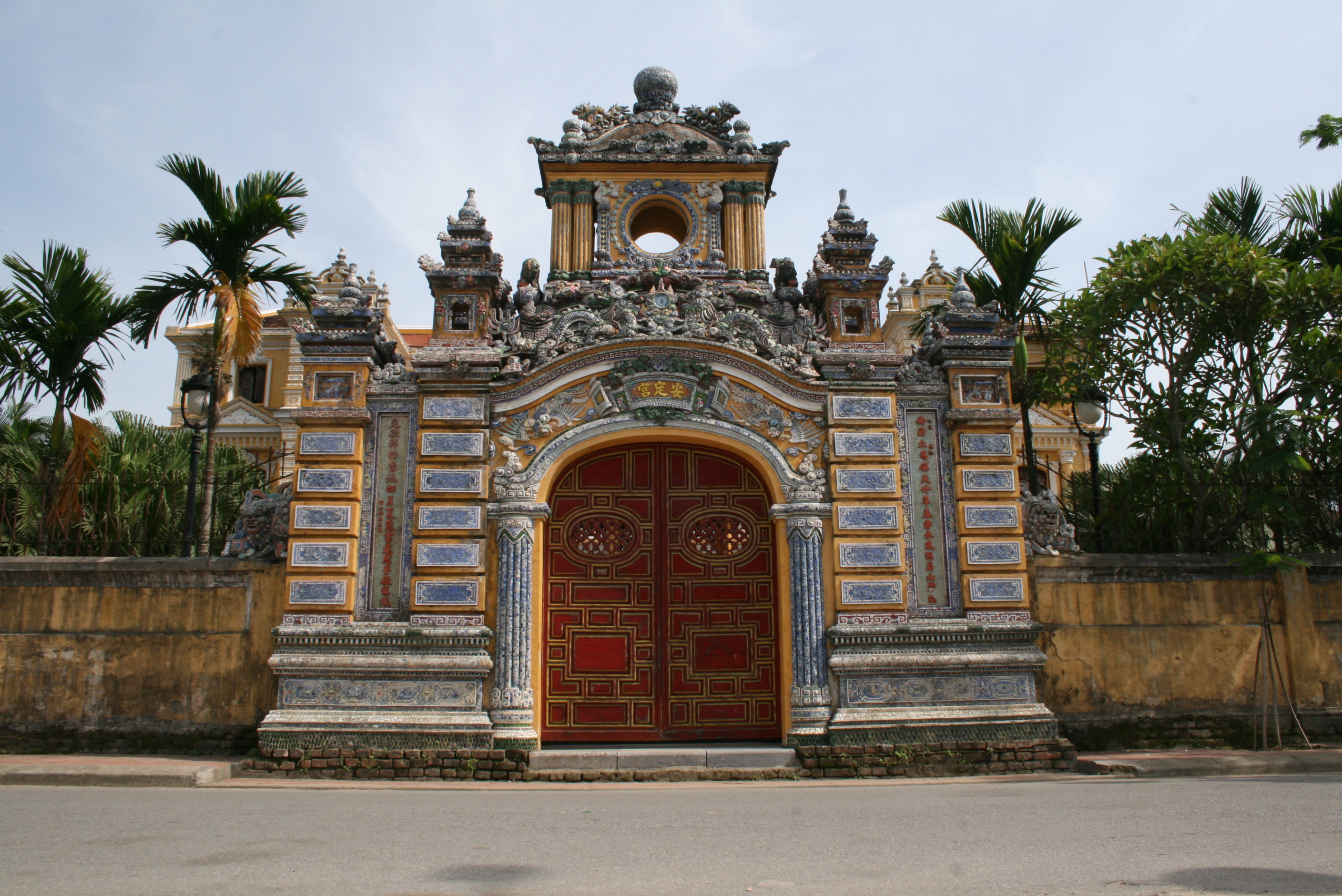
Cổng chính cung An Định

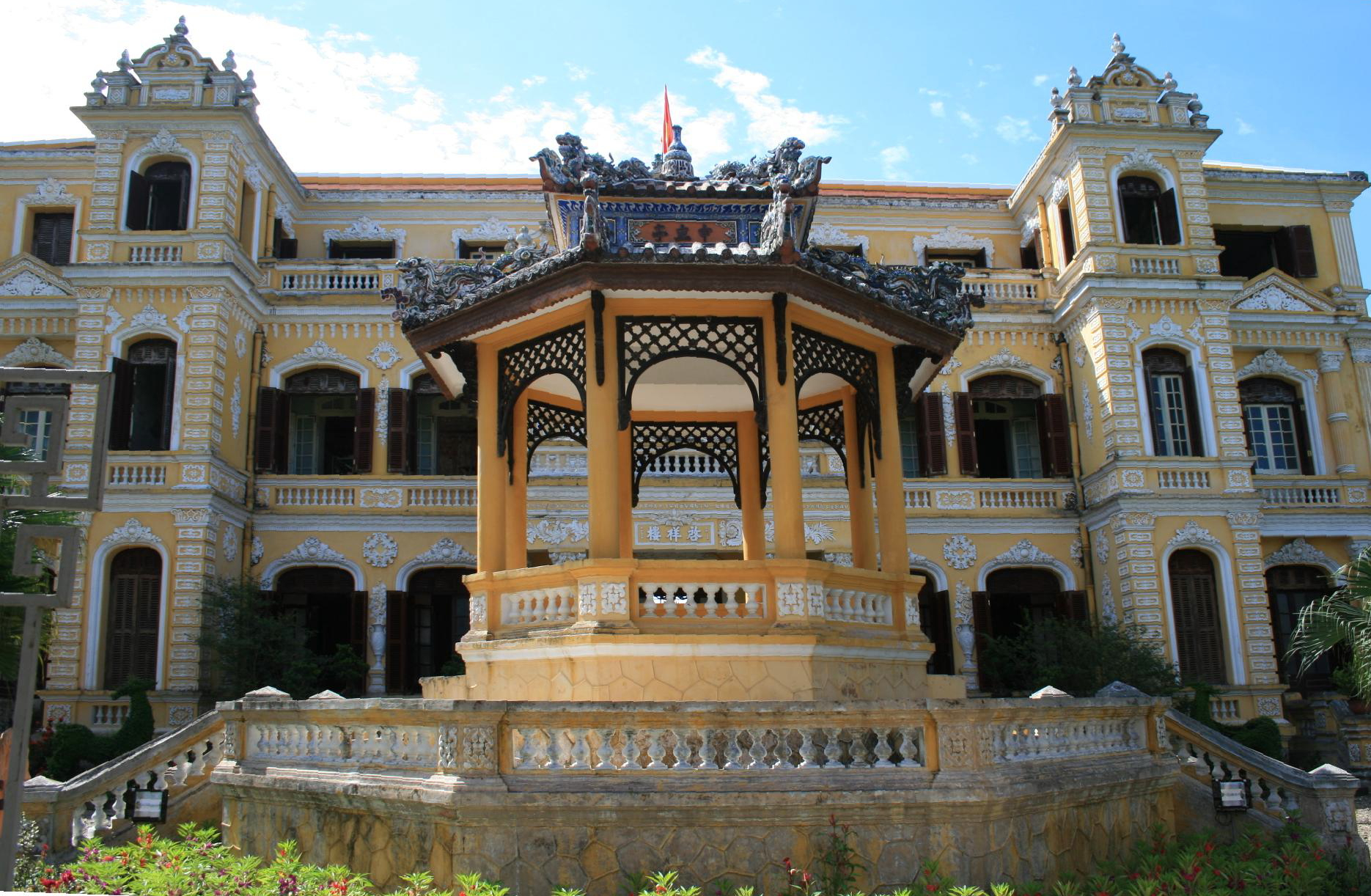
Đình Trung Lập

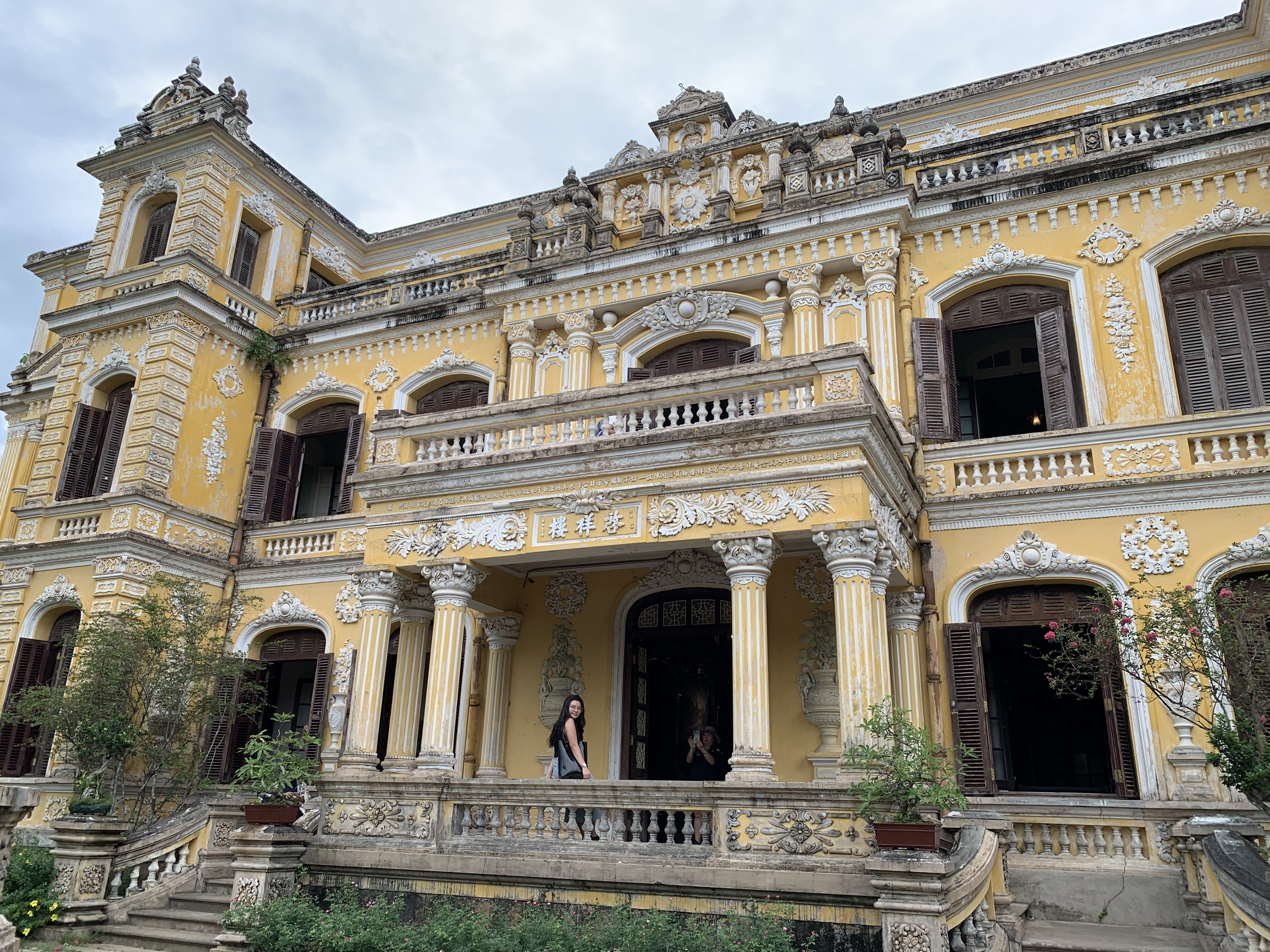
Khải Tường lâu

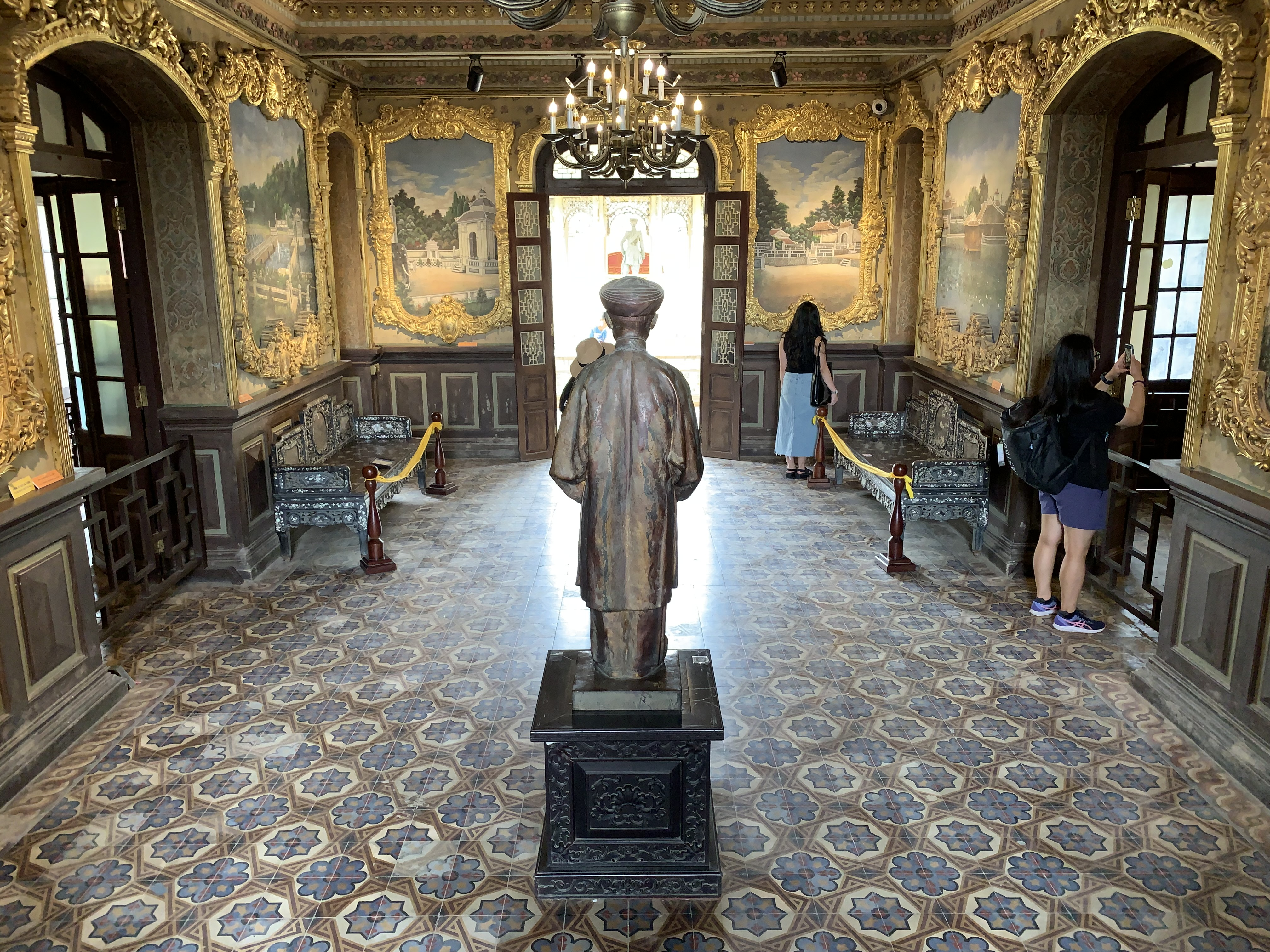
Tranh tường ở tầng 1

Nguyên tại vị trí này từ năm Thành Thái 14 (1902), Phụng Hóa Công Nguyễn Phúc Bửu Đảo (tức vua Khải Định sau này) đã lập phủ riêng, đặt tên là phủ An Định.
Đến sau khi lên ngôi, vào năm 1917 Khải Định đã dùng tiền riêng để cải tạo lại theo lối kiến trúc hiện đại. Đầu năm 1919, công việc xây dựng hoàn tất, cung vẫn giữ nguyên tên gọi.
Từ ngày 28/2/1922, cung An Định trở thành tiềm để của Đông Cung Thái tử Vĩnh Thụy (vua Bảo Đại về sau).
Ngay sau ngày lễ thoái vị của vua Bảo Đại (30-8-1945), toàn bộ gia đình nhà vua rời hoàng cung, qua ở tại cung An Định trong một thời gian ngắn. Riêng bà Từ Cung (mẹ của vua Bảo Đại) thì ở lại đây cho đến năm 1949, khi cựu hoàng Bảo Đại trở về nước làm Quốc trưởng. Từ đó, bà Từ Cung vào ở lại tại cung Diên Thọ trong hoàng thành với tư cách một Hoàng Thái hậu như cũ. 
Đến năm 1955, khi Ngô Đình Diệm truất phế Quốc trưởng Bảo Đại thì bà Từ Cung lại phải rời khỏi hoàng thành, trở về sống ở cung An Định. Năm 1957, Bà lại bị buộc phải rời cung An Định để chính quyền đương thời dùng làm cư xá cho một số giáo sư Đại học Huế.
Sau năm 1975, cung An Định dần xuống cấp nghiêm trọng cho đến năm 2002 thì chính quyền tỉnh sở tại mới giao cho Trung tâm Bảo tồn Di tích Cố đô Huế quản lý.
Đến nay sáu bức bích họa ở Khải Tường Lâu dưới sự giúp đỡ của CHLB Đức đã được phục hồi theo phương pháp phục hồi hoàn nguyên và sử dụng các chất bảo quản nhằm ngăn chặn những tác hại của môi trường, trả lại diện mạo vốn có của nó trong nội điện di tích cung An Định. 
Sau khi điện Long An (nơi đặt Bảo tàng Mỹ thuật cung đình Huế) đóng cửa để thực hiện dự án trùng tu, toàn bộ hiện vật của bảo tàng đã được đưa đến cung An Định để trưng bày.

## Kiến trúc
Cung An Định quay mặt về hướng nam, phía sông An Cựu. Cung có địa thế bằng phẳng, tổng diện tích mặt bằng 23.463m2, xung quanh có khuôn viên tường gạch, dày 0,5m, cao 1,8m trên có hàng rào song sắt bao bọc . Khi còn nguyên vẹn cung có khoảng 10 công trình. Từ trước ra sau là: Bến thuyền, Cổng chính, đình Trung Lập, lầu Khải Tường, nhà hát Cửu Tư Đài, chuồng thú, Hồ nước... trải qua thời gian và sự tàn phá của chiến tranh, đến nay cung chỉ còn lại 3 công trình khá nguyên vẹn là Cổng chính, đình Trung Lập và lầu Khải Tường.   

Cổng chính làm theo lối tam quan, hai tầng, trang trí bằng sành sứ đắp nổi rất công phu. Đình Trung Lập, nằm phía trong cửa, kết cấu kiểu đình bát giác, nền cao. Trong đình nguyên có đặt bức tượng đồng vua Khải Định, tỷ lệ bằng người thật, đúc từ năm 1920.  

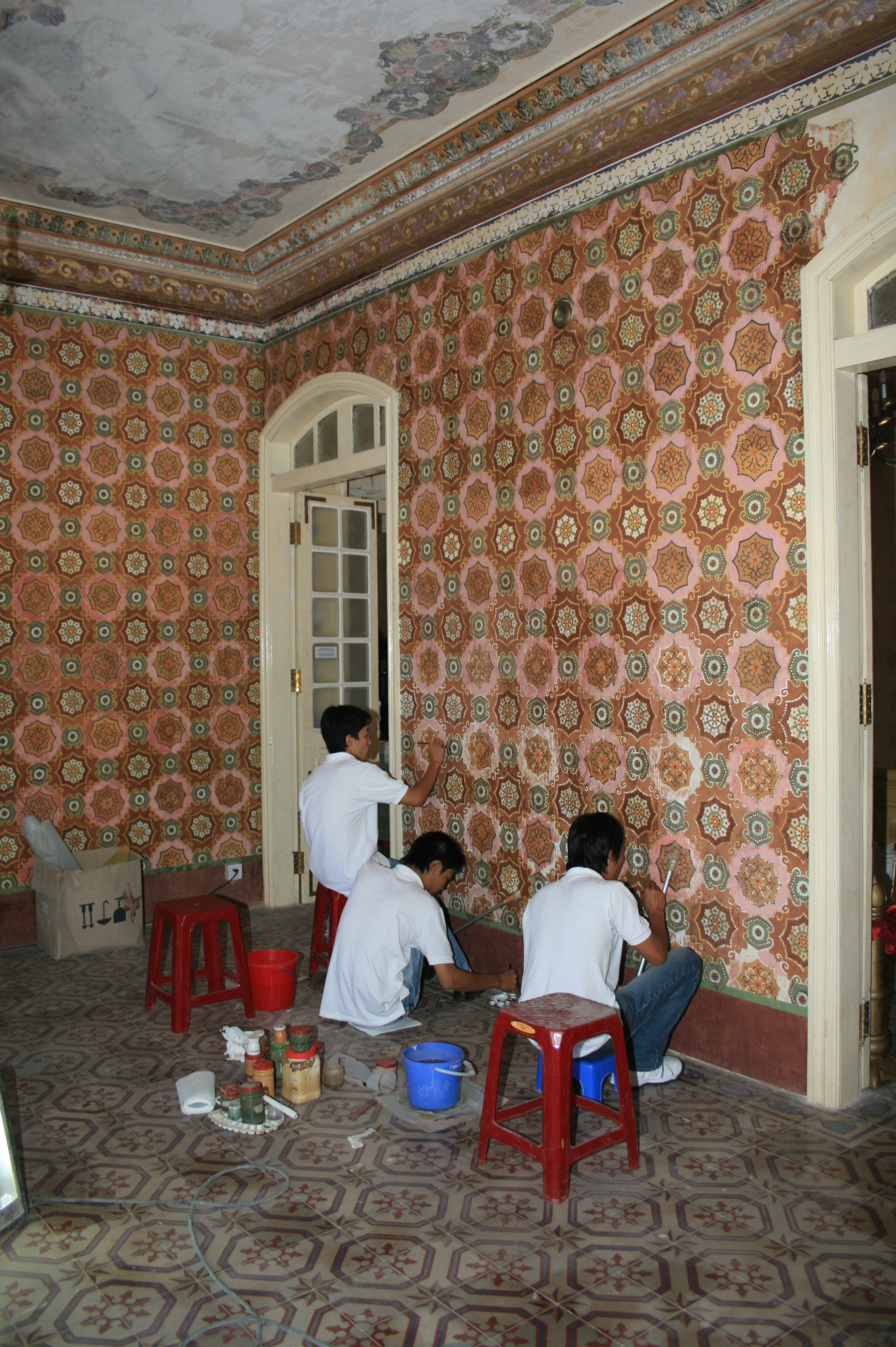
Phục chế tranh tường tại Cung An Định dưới sự giúp đỡ của các chuyên gia bảo tồn Đức (thuộc Dự án đào tạo, bảo tồn và phục chế của Đức - GCREP

### Khải Tường lâu
Khải Tường lâu nằm phía sau đình Trung Lập, là công trình kiến trúc chính của cung An Định được xây dựng trong hai năm 1917-1918.  Chữ Khải Tường (nghĩa là nơi khởi phát điềm lành), tên lầu là do vua Khải Định đặt. 
Lầu 3 tầng gồm 22 phòng lớn nhỏ khác nhau, xây dựng bằng các vật liệu mới theo kiểu lâu đài châu Âu, chiếm diện tích tới 745m2. Tầng 1 có 7 phòng, chủ yếu là dùng để tiếp khách và chiêu đãi. Tầng 2 gồm 8 phòng dùng để ở và tầng 3 có 7 phòng dùng để thờ phụng.
Nội thất của lầu được trang trí rất công phu, đặc biệt là phần nội thất của tầng 1 với các bức tranh tường có giá trị nghệ thuật rất cao. Tại đây, có 6 bức tranh sơn dầu vẽ trực tiếp lên tường, thể hiện 6 khu lăng tẩm của các vua triều Nguyễn, từ Gia Long đến Đồng Khánh. Chung quanh mỗi bức là một khung tranh đắp nổi rất khéo léo và được thếp vàng rực rỡ.

### Nhà hát Cửu Tư Đài
Nhà hát Cửu Tư Đài được xây dựng vào khoảng những năm 1922-1923, nằm gần sau lưng lầu Khải Tường. Diện tích lớn đến 1150m2, có thể chứa hơn 500 khán giả. Ở mặt tiền của nhà hát hướng về đường Nguyễn Huệ ngày nay, hai bên có hai cấu trúc 3 tầng mang dạng 2 phòng lồi nằm đối xứng, trên mỗi nóc xây thành hình chóp theo kiểu tháp chuông của các nhà thờ Thiên chúa giáo. Phong cách kiến trúc trang trí ngoại thất của Cửu Tư Đài gần giống như của Nhà hát Lớn Hà Nội. Trang trí nội thất thì tương tự như bên trong 3 phòng chính của Thiên Định Cung ở lăng Khải Định, nghĩa là các mặt tường đều được đắp nổi bằng mảnh sành sứ và thủy tinh, thể hiện các đề tài trang trí truyền thống của Đông phương và của Việt Nam.
Sân khấu chiếm phần giữa của mặt nền tầng 1 (cách bố trí sân khấu này giống như ở hai nhà hát cung đình truyền thống khác tại Huế là Duyệt Thị Đường và Minh Khiêm Đường. Khán đài được thiết trí ở cả 2 tầng chung quanh sân khấu. Riêng khán đài chính (khán đài danh dự) thì được bố trí ở tầng 2, phía hành lang thông với lầu Khải Tường.
Nhà hát bị Việt Minh đặt mìn phá sập vào tháng 2-1947 trong chiến dịch Tiêu thổ kháng chiến.